# Cigni selvatici. Tre figlie della Cina
Cigni selvatici. Tre figlie della Cina è un racconto autobiografico della scrittrice cinese Jung Chang.
Racconta la vera storia di «tre figlie della Cina», cioè le vicissitudini della nonna di Jung Chang, della madre e dell'autrice stessa, le cui avventure, esperienze di vita e sofferenze si intrecciano inevitabilmente con la vita della società cinese nel tumultuoso XX secolo, carico di rivoluzioni, guerre, speranze e tragedie.
Nella narrazione dell'autrice, la storia delle tre donne si sviluppa nel contesto della Cina dal 1920 al 1980, in un Paese in cui l'esistenza della madre dell'autrice, e di lei stessa, è fatta soprattutto di impegno politico, di delusioni e di persecuzioni per i dissidenti, nel quadro politico comunista al tempo di Mao Zedong.
Il libro è stato la prima opera dell'autrice, uno dei casi letterari più clamorosi degli ultimi decenni: scritto originariamente in lingua inglese, è stato tradotto in 37 lingue e ha venduto 13 milioni di copie, con successo di critica e lodi da vari rinomati autori come J. G. Ballard.
Wild Swans è stato inizialmente tradotto in cinese ma è bandito tuttora in Cina, sebbene diverse versioni della traduzione siano ora disponibili a Hong Kong e Taiwan. 
Nel Regno Unito, la versione in cinese tradizionale è disponibile online.
Il libro ha vinto il premio Book of the Year per il 1993.

## Sinossi

### La storia della nonna di Chang

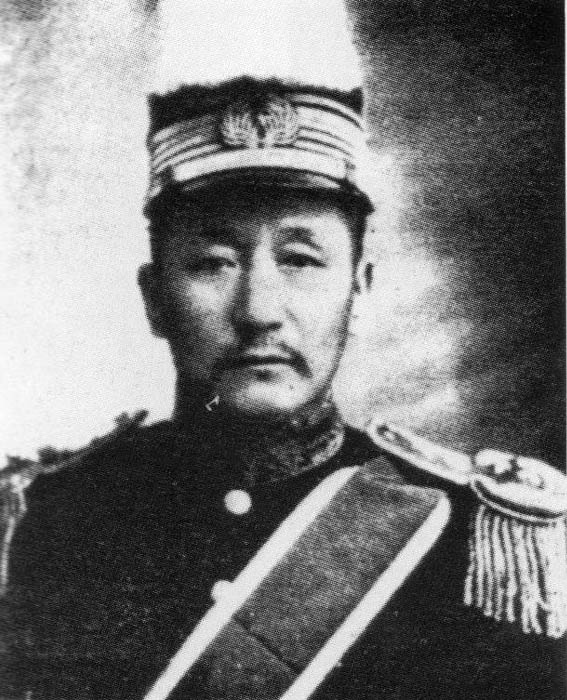
Generale Xue Zhi-heng.

Il libro inizia raccontando la storia della nonna di Chang, Yu-fang.All'età di due anni le fu praticata la fasciatura dei piedi da parte della madre, fatto che le avrebbe causato dolori incessanti per il resto della vita.Dato che la famiglia di provenienza di Yu-fang era relativamente povera, suo padre aveva deciso di darla come concubina ad un potente signore della guerra, il generale Xue Zhi-heng. 
In questo modo la famiglia poteva elevare il suo status sociale, cosa molto importante in termini della qualità della vita. Dopo una cerimonia nuziale con il generale, che aveva già una moglie e diverse concubine, la giovane donna fu lasciata con alcuni servitori nella ricca casa del "marito" e non lo vide per i seguenti 6 anni.
Nonostante la casa fosse lussuosa, la vita di Yu-fang era tesa perché aveva paura che i servitori inventassero dei pettegolezzi su di lei e li riferissero al marito, cosa che l'avrebbe portata alla disgrazia, inoltre non le era nemmeno permesso uscire di casa per far visita ai genitori. Dopo 6 anni di assenza il generale fece una breve visita coniugale alla sua concubina, durante la quale fu concepita la madre di Chang.
Il generale non si fermò con Yu-fang per molto, non vide neanche venire alla luce sua figlia a cui diede il nome di Bao Qin per corrispondenza. Nell'estate del 1932 un telegramma annunciò a Yu-fang che il generale era gravemente ammalato e le ordinava di portare la bambina a vederlo.
Durante la visita alla casa del generale essa si rese conto che questo era moribondo e che la moglie e le altre concubine volevano prendere sua figlia per crescerla come una discendente del generale Xue senza lasciarle alcun diritto in quanto madre. Con una scusa Yu-fang riuscì a fuggire dalla casa del generale con la figlia e la nascose a casa di un'amica. Dopodiché inviò un telegramma alla famiglia del generale dicendo che la bambina si era ammalata ed era morta, nella speranza che desistessero dal cercarla.
Passò diverso tempo prima che Yu-fang ricevesse un telegramma da parte della moglie del generale che la informava che il marito era morto e con le ultime parole le aveva restituito la libertà. All'età di 24 anni la nonna di Chang era di nuovo libera. 
In seguito a queste vicende Yu-fang ebbe un crollo nervoso e quindi venne chiamato un dottore che praticava la medicina tradizionale cinese, il dottor Xia, che appena la vide se ne innamorò. L'amore del dottor Xia fu ricambiato e nel 1935 si sposarono. 
Finalmente Yu-fang non era più una concubina, ma una moglie vera e amata. Il dottor Xia cambiò il nome di Bao Qin in De-hong che significa 'cigno selvatico'.

### La storia della madre di Chang
A questo punto il libro inizia a raccontare la storia della madre di Chang, Bao Qin/De-hong. Durante l'infanzia veniva costantemente maltrattata dagli altri bambini della famiglia del dottor Xia, che si era a lungo opposta al suo matrimonio con Yu-fang. 
Nonostante questo De-hong ebbe un'infanzia piuttosto felice, circondata dall'amore della madre e del dottor Xia, anche se piuttosto solitaria. A causa dei continui maltrattamenti di De-hong, il dottor Xia e la moglie decisero di trasferirsi a Jinzhou lasciando tutti gli averi alla famiglia del dottor Xia. 
Trascorsero un periodo di estrema povertà, ma anche molto felice. Nel 1938, all'età di 7 anni, De-hong inizia la scuola.
A quei tempi a Jinzhou l'istruzione era rigidamente controllata dai giapponesi e assistette ad atrocità compiute dagli insegnanti giapponesi sui compagni e sugli insegnanti che si rifiutavano di perpetuarle. Iniziò quindi a sviluppare un'avversione per il regime giapponese. 
Nel 1945 terminò la seconda guerra sino-giapponese con la resa incondizionata del Giappone; nazionalisti e comunisti cinesi si scontrarono per il controllo del Paese, avviando così l'ultima fase della guerra civile cinese. All'età di 15 anni De-hong iniziò a lavorare per il movimento comunista clandestino e attraverso questo nel 1948 conobbe quello che diventerà suo marito e il padre di Chang, Wang Yu/Shou-yu, funzionario del Partito Comunista Cinese.
L'anno successivo De-hong e Wang Yu/Shou-yu ricevettero il permesso del Partito Comunista Cinese di sposarsi, ma non gli fu permesso di passare tanto tempo insieme. Il padre di Chang era un uomo dai ferrei principi e molto rigido, seguiva alla lettera l'ideologia comunista; talvolta questo lo portava a trascurare i bisogni della moglie che, nello stesso anno, rimase incinta, ma abortì spontaneamente, a causa delle fatiche sostenute per entrare a fare parte del partito. 
L'anno dopo la coppia si trasferisce a Yibin dove De-hong è costretta dal partito, e dal marito, nonostante fosse incinta, a lavorare per trovare cibo e a combattere i banditi. Nel 1952, a fine marzo, nasce Jung Chang. 

### La storia di Chang
L'infanzia di Jung Chang iniziò con una lunga assenza della madre; prima fu obbligata a passare tutto il tempo in fabbrica, per non rischiare di essere accusata dal partito di "mettere al primo posto la famiglia", poi venne reclusa per i sospetti che il partito aveva su di lei, a causa delle amicizie che aveva avuto, in gioventù, con dei membri del Kuomintang. 
Qualche anno dopo, a causa delle politiche insensate di Mao durante il grande balzo in avanti vive la grande carestia cinese, da cui però è relativamente protetta, grazie al rango di suo padre. La grande rivoluzione culturale iniziò quando Jung Chang era un'adolescente.
Chang si arruolò spontaneamente nelle Guardie Rosse e assistette, senza partecipare a molte delle azioni brutali compiute da questi ultimi. Al crescere del culto della persona di Mao crebbe anche la difficoltà della vita di tutti i giorni, che si fece sempre più pericolosa. 
Il padre di Chang diventò un obbiettivo delle Guardie Rosse quando criticò apertamente Mao, a causa delle sofferenze della popolazione cinese durante la rivoluzione culturale. I genitori di Chang vennero quindi etichettati come "seguaci del capitalismo" e "anti-rivoluzionari", vennero umiliati pubblicamente durante le sessioni di denuncia e torturati. 
Chang si accorse che suo padre iniziava ad avere un crollo fisico e mentale, che lo avrebbe portato alla pazzia, qualche mese dopo, quando si vide costretto a bruciare i libri della sua biblioteca personale. La madre di Chang riuscì a trovare qualcuno disposto a curare i disordini mentali di Wang Yu/Shou-yu, che riuscì a guarire anche grazie al fatto di essere circondato dall'amore della sua famiglia. 
A causa dei tumulti e delle guerre interne alle guardie rosse, il padre di Chang venne spedito in un gulag cinese, dove si aggravò ulteriormente la sua salute psicofisica.Il trattamento del padre da parte del partito iniziò a far insorgere nella mente di Jung dei dubbi nei confronti di Mao; ma questi dubbi rimasero tali per lunghi anni, a causa dell'indottrinamento a cui era stata soggetta per tutta la sua vita.
Come molti altri giovani Jung Chang fu costretta ad andare in campagna a "imparare dai contadini", un'esperienza che non le porterà nulla, se non dolore fisico e mentale. Jung desiderava continuare gli studi e iscriversi all'università, cosa non possibile con un padre segnato come "nemico politico".
Solo con la fine della rivoluzione culturale Jung Chang riesce a tornare a casa e a studiare, per guadagnarsi un posto all'università di Pechino. Subito dopo essere riuscita a ottenere un posto all'università, per studiare inglese, Mao muore. 
Grazie alla morte di Mao i criteri per le borse di studio ridivennero meritocratici e i candidati non vengono più scelti solo in base alla provenienza famigliare o all'estrazione sociale; così Jung riiesce a vincere una borsa di studio per la Gran Bretagna. Il libro si conclude con la sua partenza per lo Stato che diventerà la sua residenza.